# Изборне скупштине САНУ
Српска краљевска академија, (сада позната под именом Српска академија наука и уметности) основана је 1. новембра 1886. године. Првих 16. академика поставио је указом краљ Милан Обреновић 5. априла 1887, а затим су нове чланове (редовне, дописне итд.) бирали сами академици на својим изборним скупштинама.
Овим изборним скупштинама Академија се обнављала и подмлађивала, и у томе је њихов велики значај. Хронолошки ће бити представљене изборне скупштине, као и списак тада изабраних чланова.
- Изборне скупштине СКА 1887-1900
- Изборне скупштине СКА 1901-1914
- Изборне скупштине СКА 1920-1930
- Изборне скупштине СКА 1931-1940
- Изборне скупштине СКА 1946-1947
- Изборна скупштина САН 1948.
- Изборна скупштина САН 1950.
- Изборна скупштина САН 1952.
- Изборна скупштина САН 1955.
- Изборна скупштина САН 1958.
- Изборна скупштина САН 1959.
- Изборна скупштина САНУ 1961.
- Изборна скупштина САНУ 1963.
- Изборна скупштина САНУ 1965.
- Изборна скупштина САНУ 1968.
- Изборна скупштина САНУ 1970.
- Изборна скупштина САНУ 1971.
- Изборна скупштина САНУ 1972.
- Изборна скупштина САНУ 1974.
- Изборна скупштина САНУ 1975.
- Изборна скупштина САНУ 1976.
- Изборна скупштина САНУ 1978.
- Изборна скупштина САНУ 1981.
- Изборна скупштина САНУ 1983.
- Изборна скупштина САНУ 1985.
- Изборна скупштина САНУ 1988.
- Изборна скупштина САНУ 1991.
- Изборна скупштина САНУ 1994.
- Изборна скупштина САНУ 1997.
- Изборна скупштина САНУ 2000.
- Изборна скупштина САНУ 2003.
- Изборна скупштина САНУ 2006.
- Изборна скупштина САНУ 2009.
- Изборна скупштина САНУ 2012.
- Изборна скупштина САНУ 2015.
- Изборна скупштина САНУ 2018.
- Изборна скупштина САНУ 2021.
- Изборна скупштина САНУ 2024.